# Júpiter, Mercurio y la Virtud
Júpiter, Mercurio y la Virtud es un cuadro del pintor Dosso Dossi, realizado entre 1515 y 1518, que se encuentra en el Castillo de Wawel, en Cracovia (Polonia).
Efectuado por encargo de Alfonso I de Este representa a Júpiter pintando unas mariposas mientras Mercurio pide a la Virtud que no interrumpa al dios supremo.
La iconografía permite distinguir a los personajes con claridad. Júpiter es representado en la mayoría de las ocasiones con barba, y a los pies tiene una representación del rayo, atributo del dios.
Mercurio es rápidamente identificado por el casco alado y el caduceo en su mano. La escena mitológica se ubica en la elección entre la Virtud y el Vicio, en la que acude la primera en ayuda de Júpiter.